# Abraham Löscher
Abraham Löscher oder Loescher (* 1520 in Zwickau; † 30. April 1575 in Nürnberg) war ein deutscher Humanist, Dichter und Rechtswissenschaftler.

## Leben
Löschers Jugend und frühe Ausbildung ist unbekannt. Er nahm ein Studium an der Universität Wittenberg auf, bevor er 1548 an die Universität Basel kam. Dort soll er auch den Magistergrad erhalten haben. 1551 wechselte er an die Universität Ingolstadt. Er lehrte dort zunächst als Lektor der griechischen Sprache, später auch als Lektor für Poetik an der Artistenfakultät, bevor er 1554 Professor der Rhetorik wurde. In der Zeit von 1555 bis 1557 stand er als Dekan der Fakultät vor. Löscher studierte in dieser Zeit Rechtswissenschaft und wurde 1558 zum Doktor beider Rechte promoviert.
Löscher erhielt 1559 eine Stelle als Assessor am Reichskammergericht in Speyer. Von dort ging er nach Nürnberg, wo er ab 1567 als Ratskonsulent wirkte. Er war außerdem Mitglied der Musicalischen Krentzleins-Gesellschaft und trat mit Gedichten in Erscheinung.
Löscher wurde auf dem Nürnberger Johannisfriedhof beigesetzt. Sein Grabmal ist bis heute erhalten.

## Werke (Auswahl)
- Epithalamion clari iuuenis Georgij Ziglij Francfordiani, & honestae uirgini Salomae Mutschlin, 1549.
- Pausaniae de tota Graecia libri decem : quibus non solum urbium situs locorumque intervalla accuratè est complexus, sed regum etiam familias, bellorum causas et eventus, sacrorum ritus, rerumpub. status copiose descripsit; hactenus à nemine in linguam Latinam conversi, nuncque primùm in lucem editi ..., Oporinus, Basel 1550.
- Threni, sev Lamentationes Ieremiæ Prophetæ, elegiaco carmine redditæ, Oporinus, Basel 1551.